# Distretto di Briceni
Il distretto di Briceni è uno dei 32 distretti della Moldavia, il capoluogo è la città di Briceni.

## Società

### Evoluzione demografica
In base ai dati del censimento, la popolazione è così divisa dal punto di vista etnico:
| Etnia       | Abitanti | %     |
| ----------- | -------- | ----- |
| Moldavi     | 55.123   | 70,65 |
| Ucraini     | 19.939   | 25,55 |
| Russi       | 2.061    | 2,64  |
| Gagauzi     | 59       | 0,07  |
| Bulgari     | 45       | 0,06  |
| Rumeni      | 314      | 0,40  |
| Altre etnie | 486      | 0,62  |

## Geografia antropica

### Suddivisioni amministrative

Carta amministrativa del distretto

Il distretto è formato da 2 città e 26 comuni.

#### Città
- Briceni
- Lipcani

#### Comuni
- Balasinești
- Beleavinți
- Bălcăuți
- Berlinți
- Bogdănești
- Bulboaca
- Caracușenii Vechi
- Colicăuți
- Corjeuți
- Coteala
- Cotiujeni
- Criva
- Drepcăuți
- Grimăncăuți
- Halahora de Sus
- Hlina
- Larga
- Mărcăuți
- Medveja
- Mihăileni
- Pererîta
- Șirăuți
- Slobozia-Șirăuți
- Tabani
- Tețcani
- Trebisăuți